# Джош Сінгер
Джош Сінгер (англ. Josh Singer; нар. 1972) — американський сценарист і продюсер кіно і телебачення, чиї роботи включають написання сценаріїв і продюсування епізодів серіалів «Західне крило», «Закон і порядок: Спеціальний корпус», «Теорія брехні» і науково-фантастичного серіалу каналу Fox «Межа». У 2006 році він був номінований на премію Гільдії сценаристів США.

## Рання життя та освіта
Відвідував середню школу Верхнього Дубліна в Форт-Вашингтоні (Пенсільванія), де з'являвся в мюзиклах і був членом математичного клубу, театрального гуртка, відео клубу і хору. У середній школі його призначили скарбником класу, він писав для шкільної газети і грав в шкільній бейсбольній команді. Сінгер отримав безліч нагород, включаючи медаль Верхнього Дубліна, конкурсу наукових проектів та літературні премії, і був спів-володарем найвищої нагороди шкільного округу. На четвертому році навчання, його назвали відмінником класу, президентським стипендіатом і національним стипендіатом.
Сінгер з відзнакою закінчив Єльський університет, з відзнакою з математики та економіки. У Єлі, він був членом The Whiffenpoofs і The Yale Alley Cats. За три-чотири місяці до вступу до аспірантури працював на Children's Television Workshop і потім почав стажування. 
Пройшов стажування в Nickelodeon в Нью-Йорку і стажування в Disney Channel в Лос-Анджелесі, працюючи на Роя Прайса в Disney TV Animation впродовж 4-5 тижнів. В результаті, захопився написанням сценаріїв. Працював бізнес-аналітиком для McKinsey & Company перш, ніж отримати ступінь доктора від Гарвардської школи права і ступінь магістра ділового адміністрування від Гарвардської школи бізнесу.

## Кар'єра
Після закінчення Гарварда, його найняв шоуранер Джон Веллс для написання сценаріїв для серіалу «Західне крило».
У 2012 році, Сінгер написав сценарій до «П'ятої влади». У 2015 році був одним з сценаристів фільму «У центрі уваги», за який отримав номінацію на премію «Оскар» за найкращий оригінальний сценарій.

## Особисте життя
У 2012 році одружився з американською романісткою Лорою Дейв. Вони проживають в Лос-Анджелесі, Каліфорнія.

## Фільмографія
- П'ята влада (2013)
- У центрі уваги (2015)
- Секретне досьє (2017)
- Перша людина (2018)
- Маестро (2023)
- Булліт (TBA)